# Geodia spherastrosa
Geodia spherastrosa är en svampdjursart som först beskrevs av Wilson 1925.  Geodia spherastrosa ingår i släktet Geodia och familjen Geodiidae.
Artens utbredningsområde är Filippinerna. Inga underarter finns listade i Catalogue of Life.